# Chionea hybrida
Chionea hybrida är en tvåvingeart som beskrevs av George W. Byers 1983. Chionea hybrida ingår i släktet Chionea och familjen småharkrankar. Inga underarter finns listade i Catalogue of Life.